# Parafia Narodzenia Najświętszej Maryi Panny w Grotowie
Parafia Narodzenia Najświętszej Maryi Panny w Grotowie – parafia rzymskokatolicka, terytorialnie i administracyjnie należąca do diecezji zielonogórsko-gorzowskiej, do dekanatu Łęknica. W parafii posługują księża diecezjalni.